# Drumbeg, Nordirland
Drumbeg är en ort i Storbritannien.   Den ligger i riksdelen Nordirland, i den västra delen av landet, 500 km nordväst om huvudstaden London. Drumbeg ligger 18 meter över havet och antalet invånare är 727. Drumbeg ligger vid södra stranden av floden Lagan i grevskapet Down i Nordirland.

## Terräng och klimat
Terrängen runt Drumbeg är platt åt sydost, men åt nordväst är den kuperad. Drumbeg ligger nere i en dal.Runt Drumbeg är det ganska tätbefolkat, med 75 invånare per kvadratkilometer. Närmaste större samhälle är Belfast, 8,0 km nordost om Drumbeg. Trakten runt Drumbeg består i huvudsak av gräsmarker.